# Калаид
Калаид в древногръцката митология е син на бога на северния вятър Борей и съпругата му Орития. Брат на Зет, Клеопатра (жената на Финей) и Хиона. Участвал заедно в брат си Зет в похода на аргонавтите и там загинали.